# Бажановиці
Бажановиці (пол. Bażanowice) — село в Польщі, у гміні Ґолешув Цешинського повіту Сілезького воєводства.
Населення — 1170 осіб (2011).

## Демографія
Демографічна структура станом на 31 березня 2011 року:
|          | Загалом | Допрацездатний вік | Працездатний вік | Постпрацездатний вік |
| -------- | ------- | ------------------ | ---------------- | -------------------- |
| Чоловіки | 566     | 99                 | 406              | 61                   |
| Жінки    | 604     | 111                | 372              | 121                  |
| Разом    | 1170    | 210                | 778              | 182                  |